# الطريق الجهوية رقم 50 (تونس)
الطريق الجهوية رقم 50 أو ط ج 50 طريق ثانوية تونسية تصل بين مدينتي قلعة الأندلس ومجاز الباب.